# Guoda Burokienė
Guoda Burokienė (*  2. Januar 1970 in Ukmergė)  ist eine litauische Politikerin und Agrarfunktionärin, seit November 2016 ist sie Mitglied des Seimas.

## Leben
Von 1977 bis 1984 lernte sie an der 1. Mittelschule Ukmergė. Nach dem Abitur 1988 an der Jonas-Jablonskis-Mittelschule in Kaunas absolvierte sie von 1989 bis 1995 das Diplomstudium des Wirtschaftsingenieurwesens an der Kauno technologijos universitetas und wurde Wirtschaftsingenieurin.
Sie arbeitete bei Sodra in der Rajongemeinde Kaunas, ab 2000 als Beraterin im Litauischen Verein der Bäuerinnen (Lietuvos ūkininkių draugija) und ab 2002 bei Lietuvos Respublikos žemės ūkio rūmai. 2001 war sie Mitbegründerin des Litauischen Dorfbundes Lietuvos kaimo bendruomenių sąjunga (LKBS) und leitete ihn als Vorsitzende.
Sie bildete sich weiter am Agrarinstitut Tennessee in den USA und bei der Ernährungs- und Landwirtschaftsorganisation der Vereinten Nationen in Italien, Irland, Slowenien, Schweden. Sie war auch Lektorin von Schulungen der Dorfpolitik.
Sie ist verheiratet. Mit ihrem Mann Deividas hat sie zwei Kinder, Greta und Gerda.